# Inna Șevcenko
Inna Șevcenko (în ucraineană Інна Шевченко; n. 23 iunie 1990, Herson, RSS Ucraineană, URSS) este o activistă din Ucraina a mișcării Femen.
În aprilie 2013 a obținut azil politic în Franța.
A participat la diverse acțiuni de protest, generând vii controverse.
Una din acestea a avut loc în aprilie 2012 când, cu un motoferăstrău, a secționat uriașa cruce de lemn din centrul Kievului, ca manifestare a criticii îndreptate împotriva Bisericii Ortodoxe Ruse.
În Franța a înființat un așa-numit centru de antrenament, unde tinerele franțuzoaice sunt învățate tehnici de auto-apărare și li se face cunoscută doctrina Femen.